# 横須賀海軍砲術学校辻堂演習場
横須賀海軍砲術学校辻堂演習場（よこすかかいぐんほうじゅつがっこうつじどうえんしゅうじょう）は、神奈川県藤沢市および茅ヶ崎市の沿岸にあった横須賀海軍砲術学校の施設。

## 概要
- 新兵教育の総仕上げである、陸戦隊の野外演習場として使用した。
- 上陸、砲撃、爆破の演習を行っていた。
- 演習時は、辻堂駅 - 横須賀駅間に、直通臨時列車が運行された。
- 陸戦訓練では、本演習場と横須賀までの間を、毎年行軍した。
- 海軍経理学校の陸戦演習も行われた。

## 歴史
- 1868年（明治元年） - 本演習場と同地にあった相州炮術調練場が廃止される。
- 明治初期 - 同地が日本海軍横須賀鎮守府の砲術試験場および陸戦演習場となる。
- 1896年（明治29年）4月 - 横須賀鎮守府が「明治村辻堂ニ於テ射撃ノ際方向注意ノ件」を定める[1]。
- 1906年（明治39年）3月 - 軍が土地40町を買収し、施設を固定化する。
- 1926年（大正15年） - 本演習場が置かれる。
- 1944年（昭和19年）8月5日 - 演習地内の辻堂海岸の海水浴を禁止する。鵠沼海岸の海水浴は、警察の許可が必要となる。
- 1945年（昭和20年）6月19日 - 高松宮宣仁親王が、訓練視察をする。
- 1945年（昭和20年）9月2日 - 連合国が、本演習場を接収する。

しばらく連合国軍の演習地と利用され、後に在日米海軍辻堂演習場となった。

## 演習内容
新兵教育総仕上げの演習内容は、以下の通り。
- 海軍機関学校（後の海軍工機学校）の生徒も、合同で演習に参加した。
- 辻堂海岸の広大な砂丘を戦場に見立て、紅白に分かれて演習を行う。
- 攻撃部隊、陣地防御部隊のいずれかとなり、3日間行う。
- 最初は中隊単位で演習行う。
  - 白い事業服を着て、斥候の訓練、報告要領の訓練をしながら前進する。同時に、相手との駆け引きを展開する。
- 仕上げは、白兵戦（大隊対抗の遭遇戦）となる。
  - 各隊との連携訓練を重ねながら敵に接近し、攻防戦を展開する。
  - この訓練では、空砲を撃つことが許される。
  - 戦機が熟すると、双方に「着剣」の号令がかかる。
  - 小銃の先に銃剣を差し、突撃ラッパを合図に敵陣へ突進し、最後に双方が着剣を十字に組み合わせ、「ウオーッ」と大歓声を上げ、白兵戦を終了する。
- 最終日は、追撃退却戦を行う。
  - 辻堂から鎌倉まで砂浜を走り、鎌倉市街地を経由して、横須賀まで一挙に駆け抜ける。